# Izabela Święcicka
Izabela Święcicka z domu Niewiarowska (ur. 1963 w Siemiatyczach) – polska mikrobiolożka, profesor nauk biologicznych, prorektor Uniwersytetu w Białymstoku.

## Życiorys

### Wykształcenie
Izabela Święcicka ukończyła liceum w Siemiatyczach w 1982. Magisterium z biologii uzyskała w 1987 na Wydziale Matematyczno-Przyrodniczym Filii Uniwersytetu Warszawskiego w Białymstoku. W 1999 doktoryzowała się z nauk biologicznych z zakresu mikrobiologii w Instytucie Biologii UwB na podstawie pracy Fenotypowa i genotypowa charakterystyka tlenowych laseczek Bacillus circulans (promotor: Jan Buczek). W 2009 habilitowała się z nauk biologicznych, specjalizacja mikrobiologia stosowana, na Uniwersytecie Warszawskim, przedstawiając monografię Polimorfizm środowiskowych szczepów Bacillus thuringiensis oraz interakcje z organizmami eukariotycznymi. W 2016 otrzymała z rąk Prezydenta RP nominację profesorską.

### Praca zawodowa i naukowa
Izabela Święcicka przez pierwszych pięć lat po zakończeniu studiów pracowała jako nauczycielka biologii w białostockich szkołach podstawowych. W 1993 rozpoczęła pracę w Zakładzie Mikrobiologii macierzystej uczelni. W 1995 awansowała na asystentkę, w 2000 na adiunktkę, a w 2010 na profesor nadzwyczajną. W 2009 została kierowniczką Zakładu Mikrobiologii, w 2014 Laboratorium Mikrobiologii Stosowanej. Od 2016 pełni funkcję prorektor do spraw nauki UwB.
Na pobytach stypendialnych lub stażowych przebywała m.in. na: University of California (stypendium Fulbrighta), Université catholique de Louvain, Fraunhofer Institute. Jest autorką ponad 60 publikacji naukowych, w swoim dorobku ma także patent. Zainteresowania badawcze obejmują genetyczne aspekty patogenności wybranych gatunków bakterii, struktura genetyczna i filogeneza środowiskowych populacji bakterii, a także alternatywne metody walki z bakteriami. Wypromowała troje doktorów.
Członkini licznych organizacji naukowych, m.in. wiceprzewodnicząca Oddziału Podlaskiego Polskiego Towarzystwa Mikrobiologów.

## Odznaczenia
- Srebrny Krzyż Zasługi (2011)[5]